# Сулеймание
Мечеть Сулеймание́ (тур. Süleymaniye Camii) — вторая мечеть Стамбула по значению (после Голубой мечети, или мечети Султана Ахмета) и по размерам (после мечети Чамлыджа ,  открытой в 2019 году). Вмещает более 5000 верующих. Расположена в старой части города, в районе Вефа.
Мечеть сооружена по приказу султана Сулеймана Великолепного архитектором Синаном в 1550—1557 годах. Высота купола 53 метра, диаметр 27,5 метра, что меньше (как по высоте, так и по ширине), чем у византийского храма Святой Софии. Главный купол, как и у собора Святой Софии, поддерживается двумя полукуполами. Мечеть пострадала от пожара 1660 года, часть купола обвалилась при землетрясении 1766 года. По одной из версий, после пожара между лампадами стали подвешивать страусиные яйца, которые были призваны отпугивать пауков, чья паутина имеет свойство легко воспламеняться.
В куполе имеется 32 окна. Внутреннее пространство мечети хорошо освещено, поскольку в  общей сложности свет падает из 136 окон.
Вкупе со зданиями медресе, бань, включая хаммам Сулеймание, кухонь, библиотек, больниц и обсерватории мечеть образует комплекс, по размерам сопоставимый с городским кварталом. Входящая в архитектурный комплекс библиотека Сулеймание — одна из крупнейших ориентальных библиотек, предоставляющая доступ к манускриптам VIII—XIX веков.
Во дворе мечети находится кладбище, здесь в двух соседних мавзолеях покоятся Сулейман, его любимая жена Хюррем (Роксолана), а также их дочь Михримах.

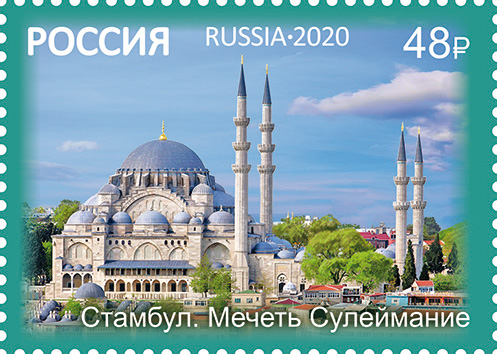
Мечеть Сулеймание на почтовой марке России. Марка выпущена к 100-летию установления дипломатических отношений между Российской Федерацией и Турцией

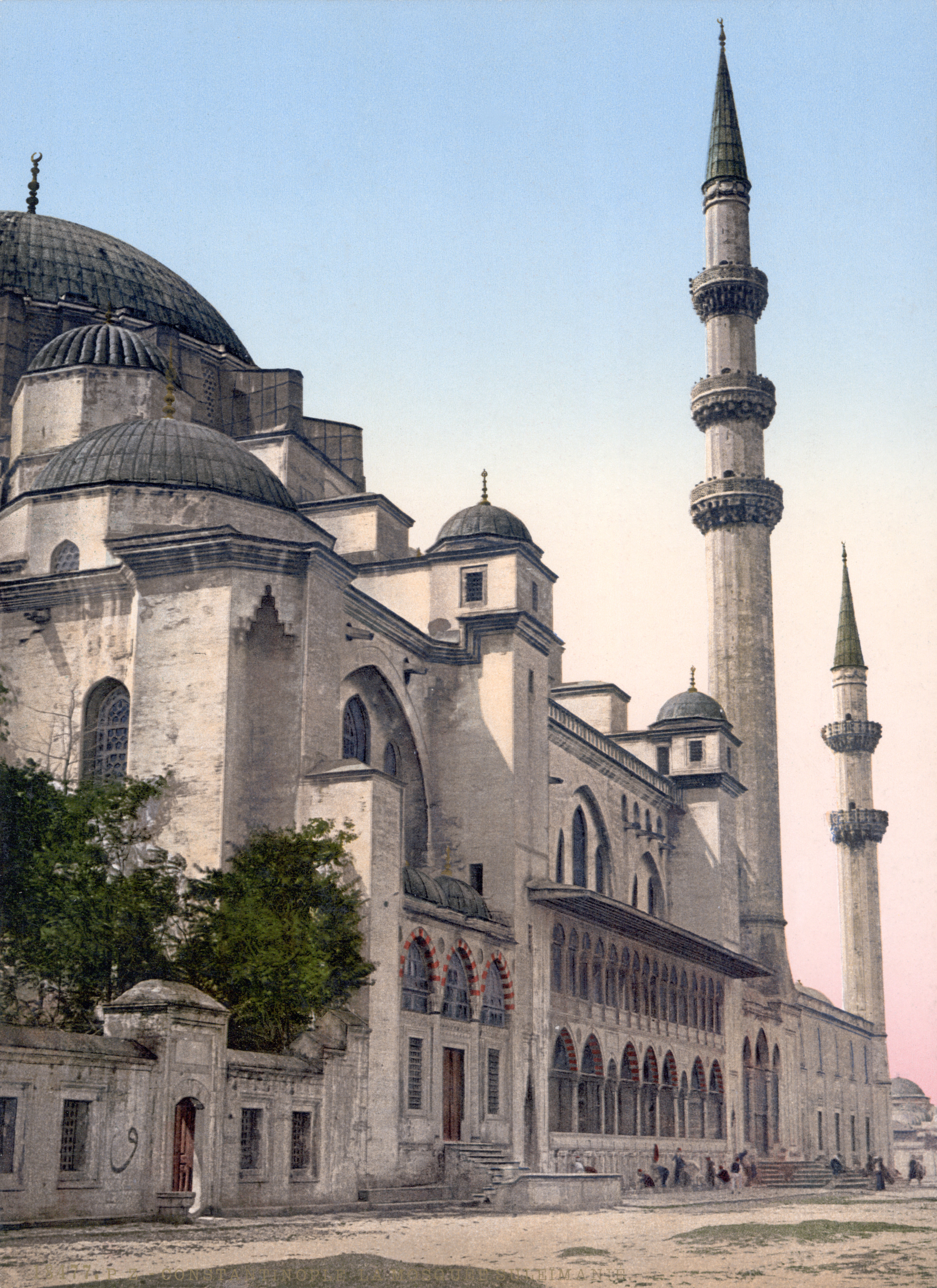
Мечеть Сулеймание, 1890
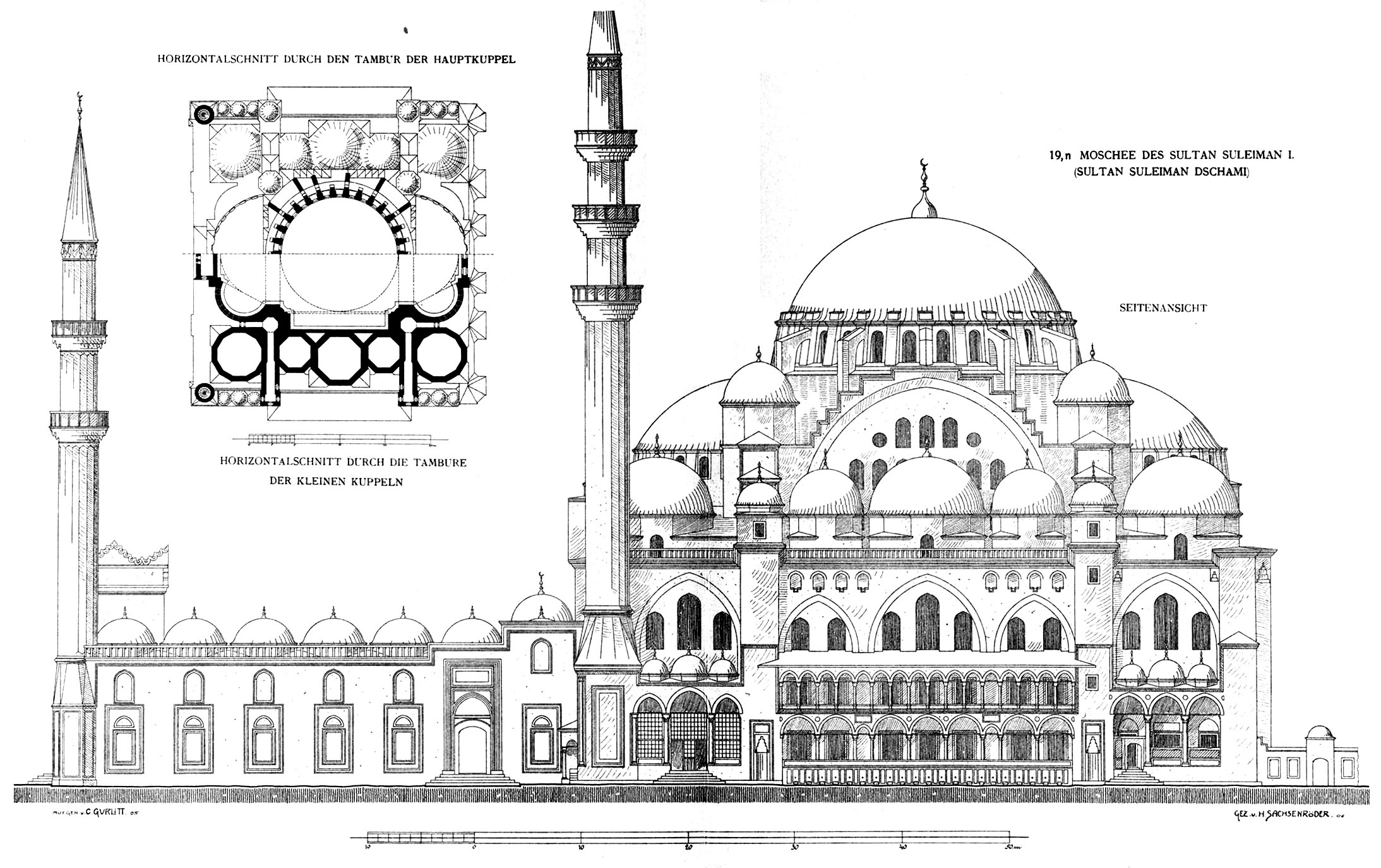
Высота и план опубликован Корнелиусом Гурлиттом в 1912
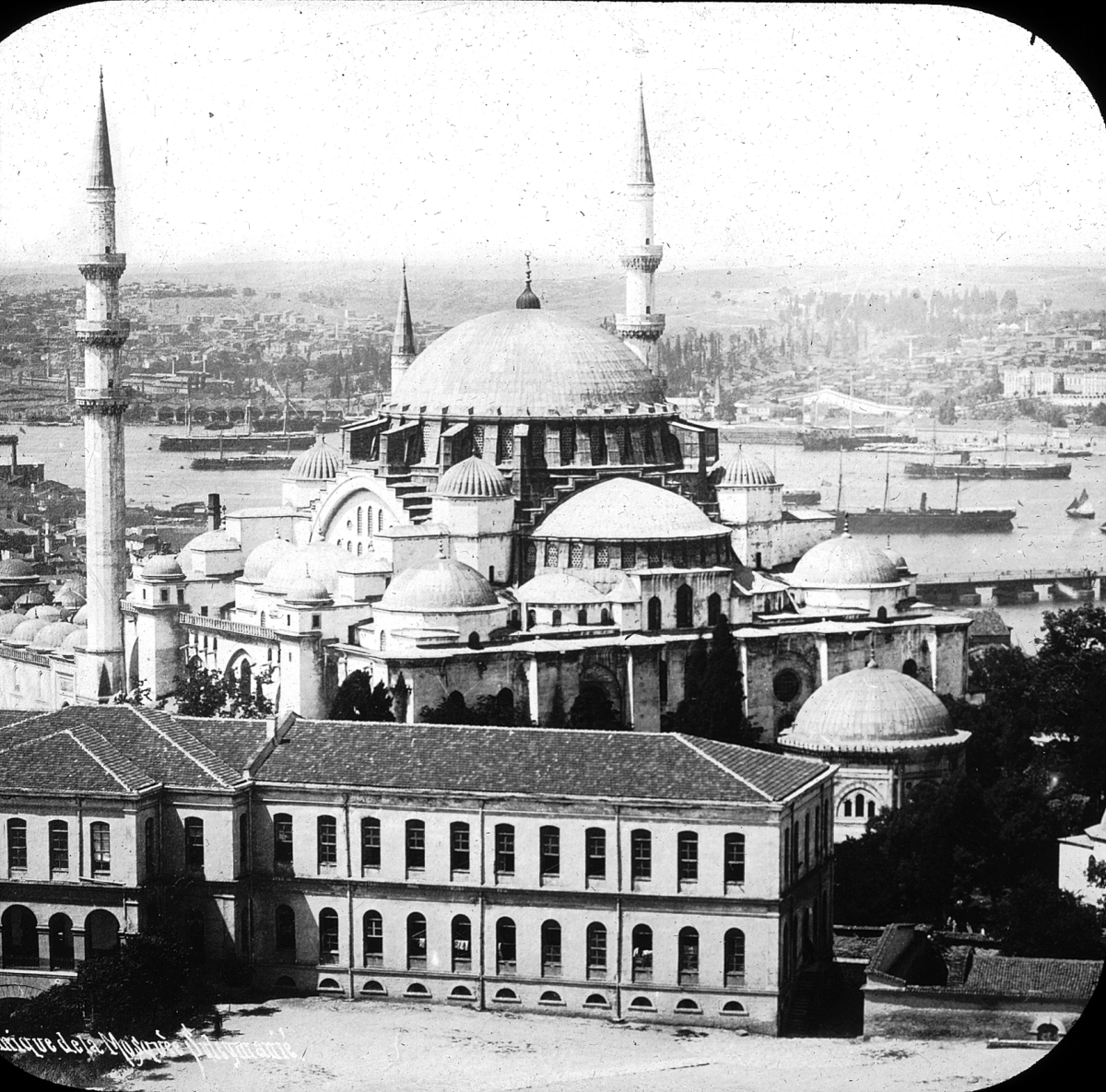
Внешний аэрокадр из мечети Сулеймание, 1903. Бруклинский музей архивов, Ежегодная Архивная Коллекция
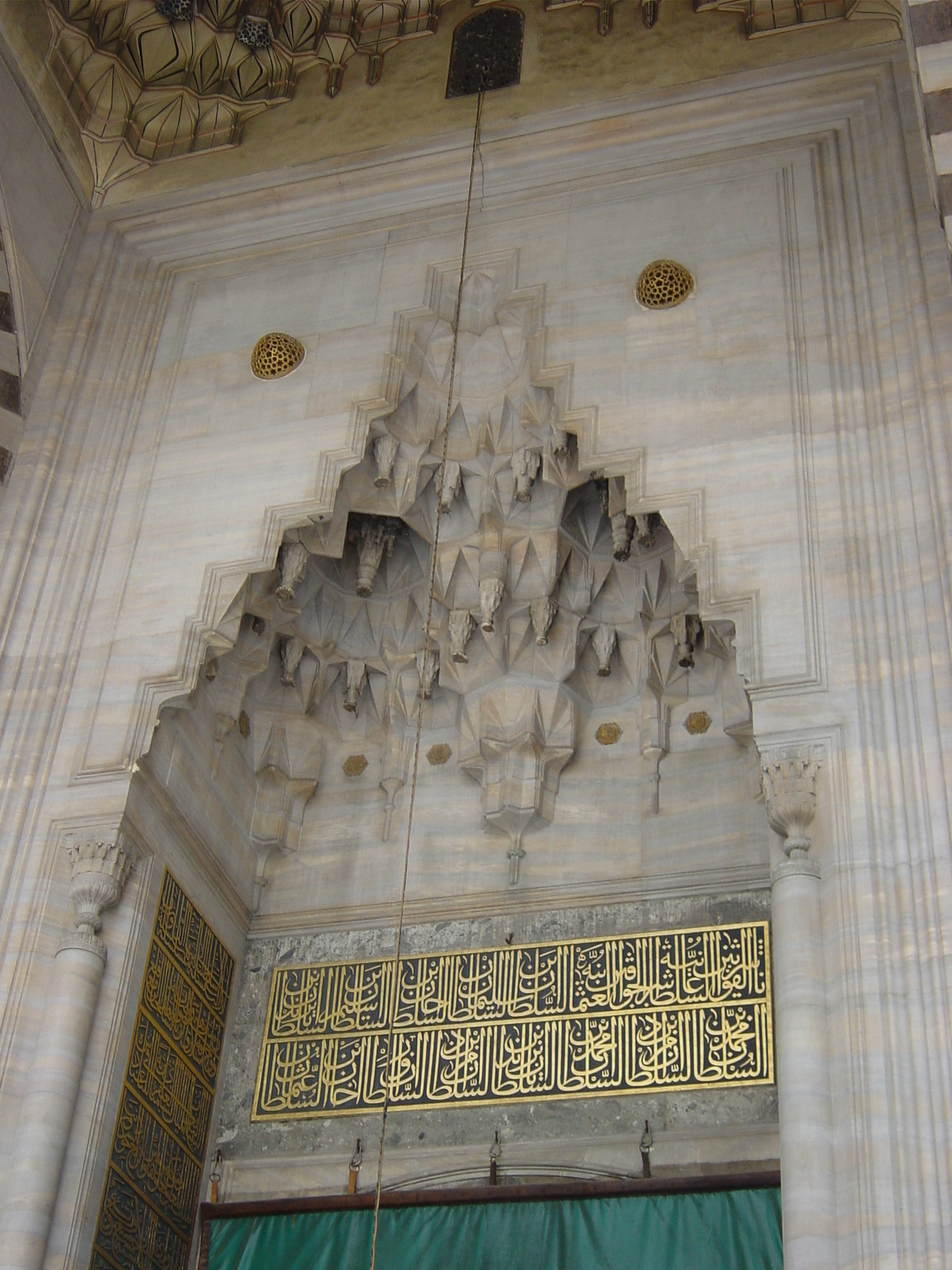
Вход.
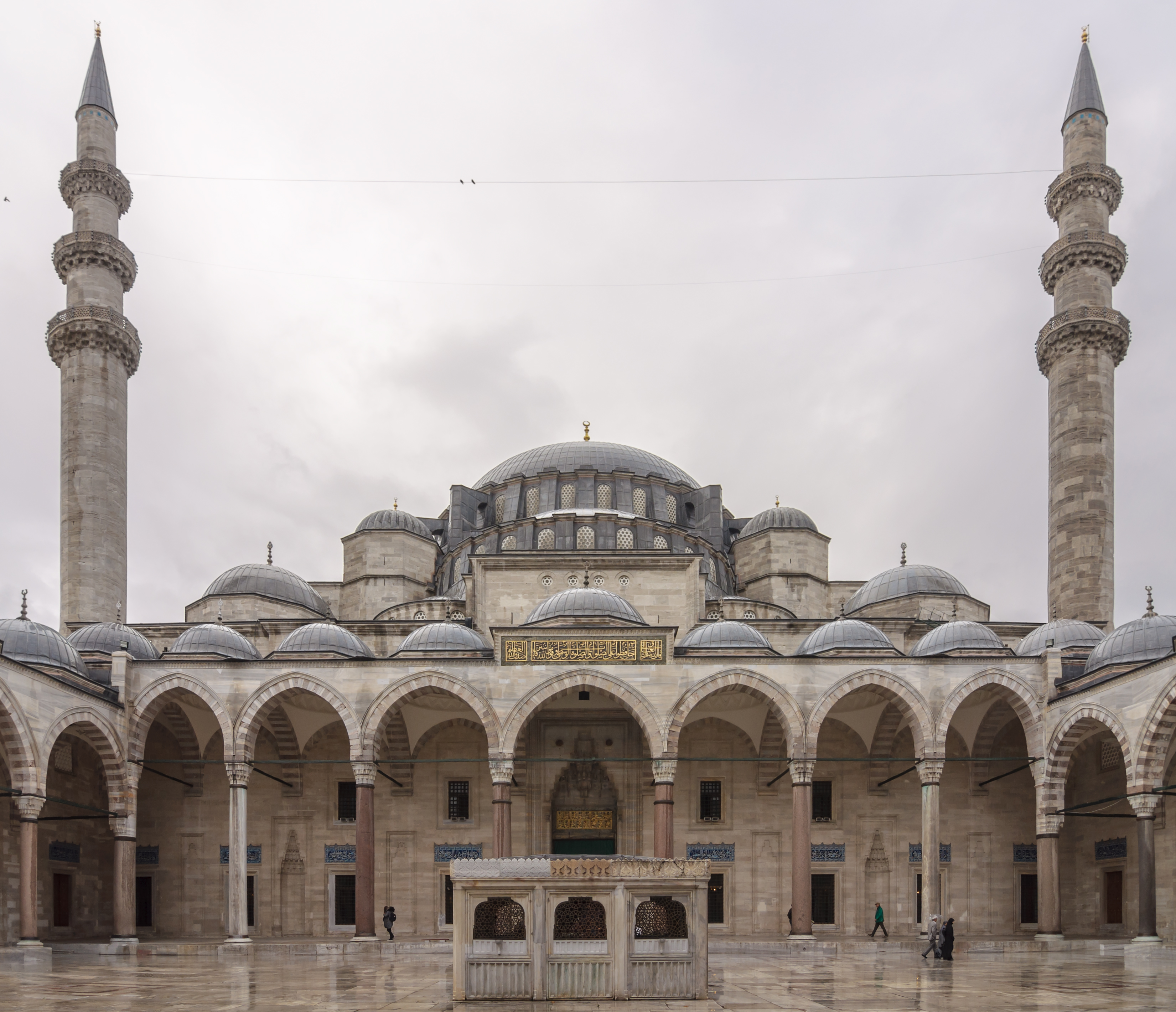
Внутренний двор
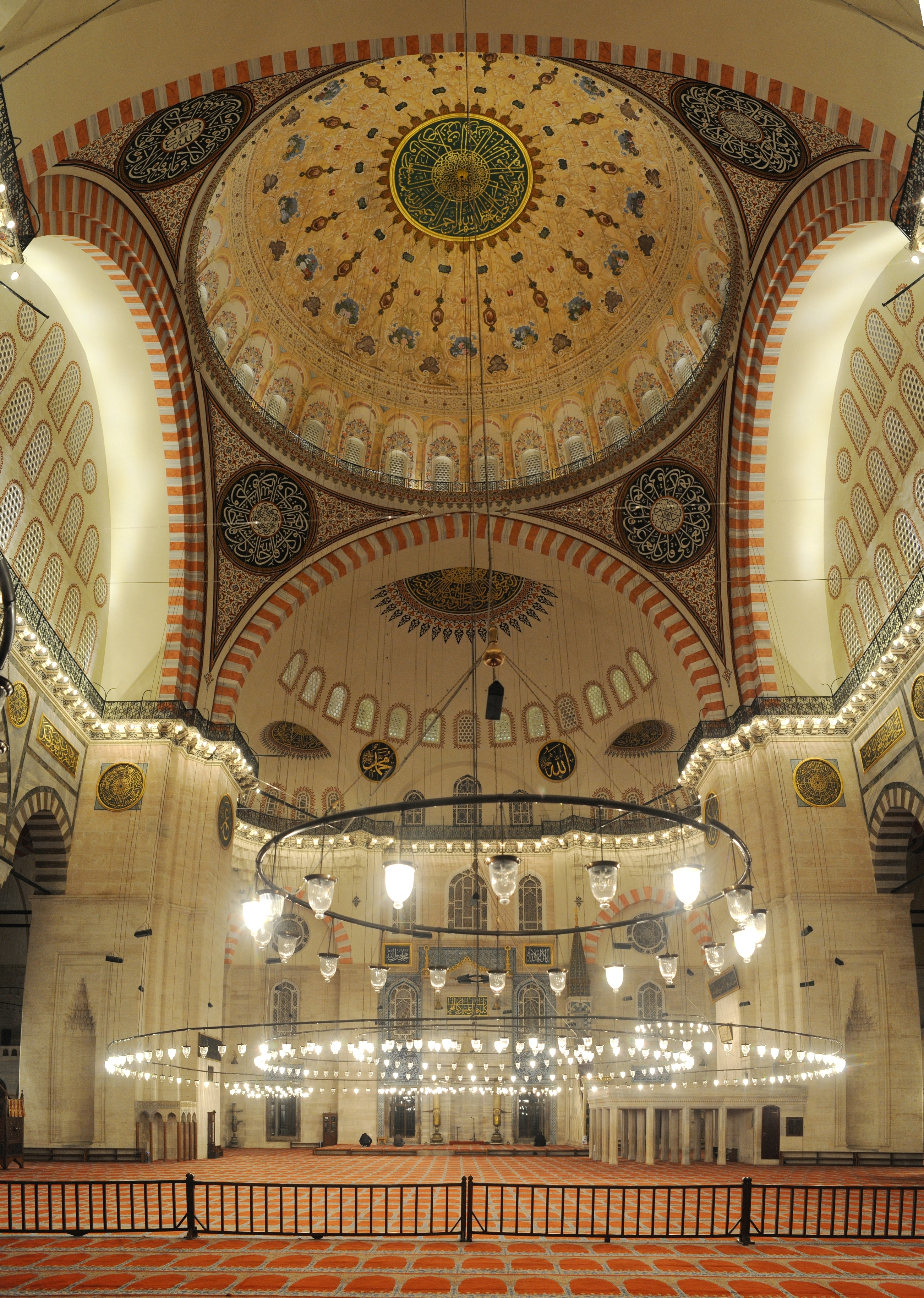
Интерьер Сулеймание.
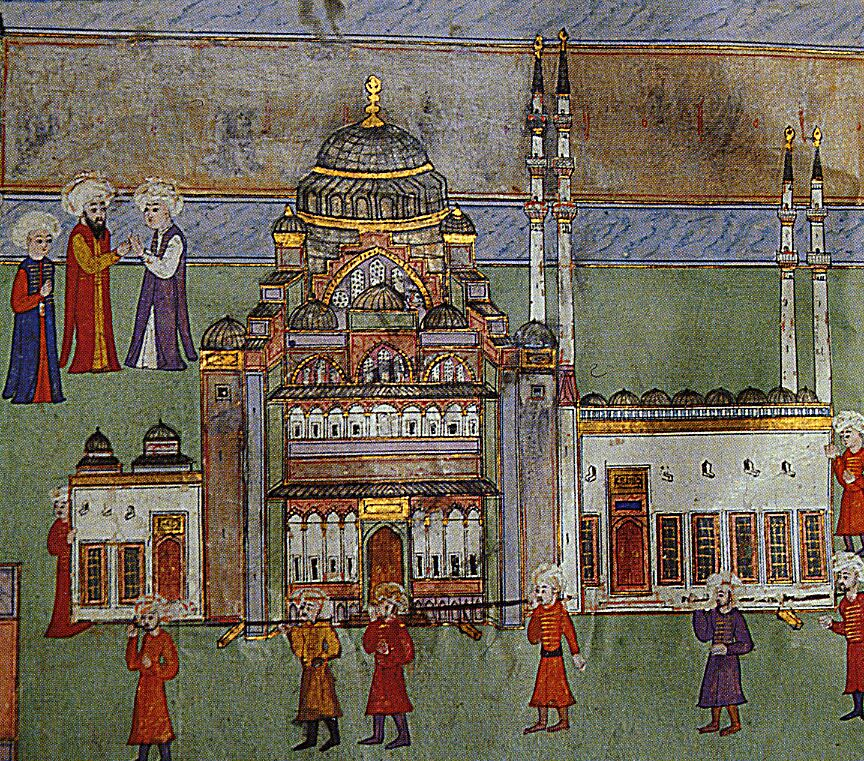
Османская миниатюра мечети
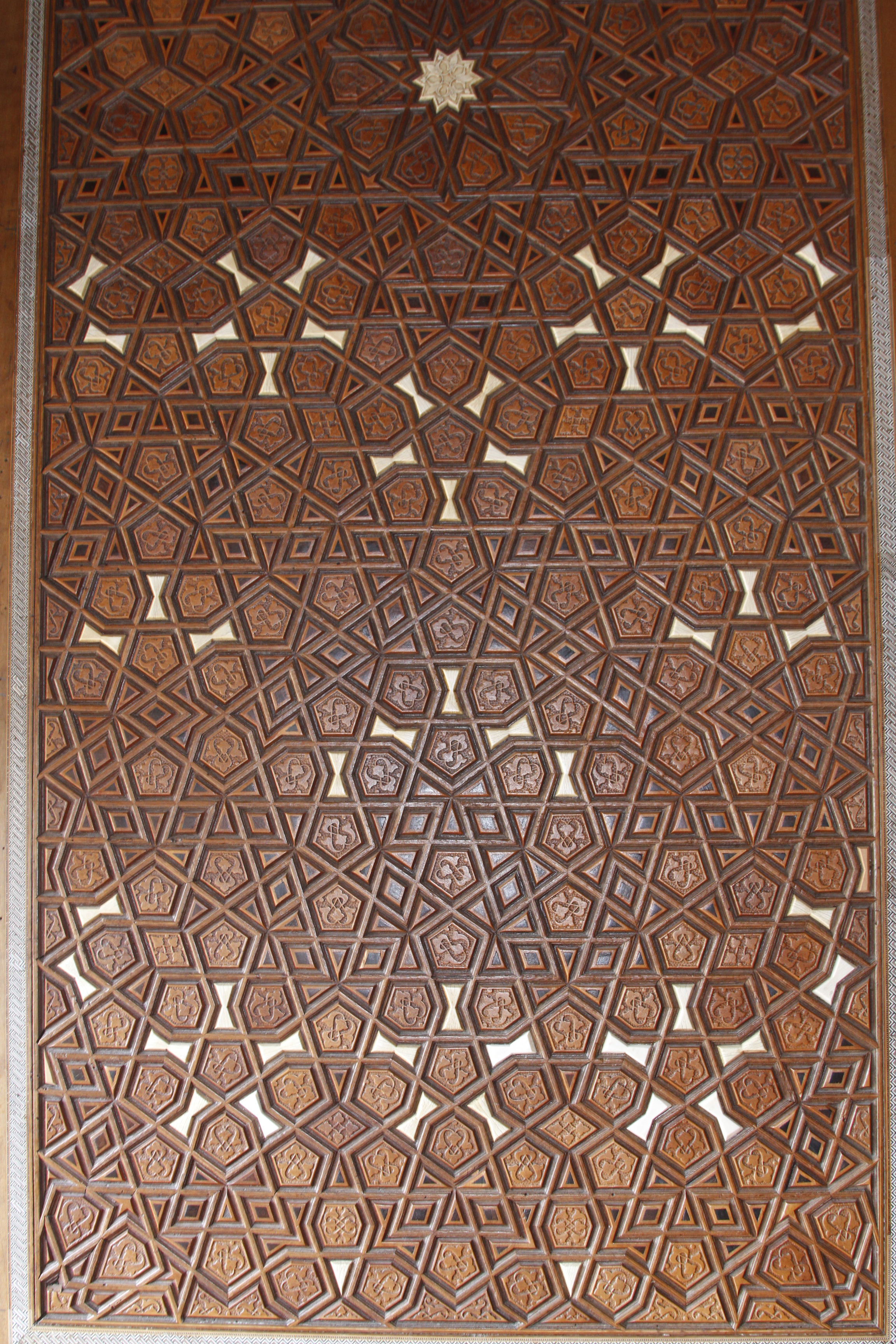
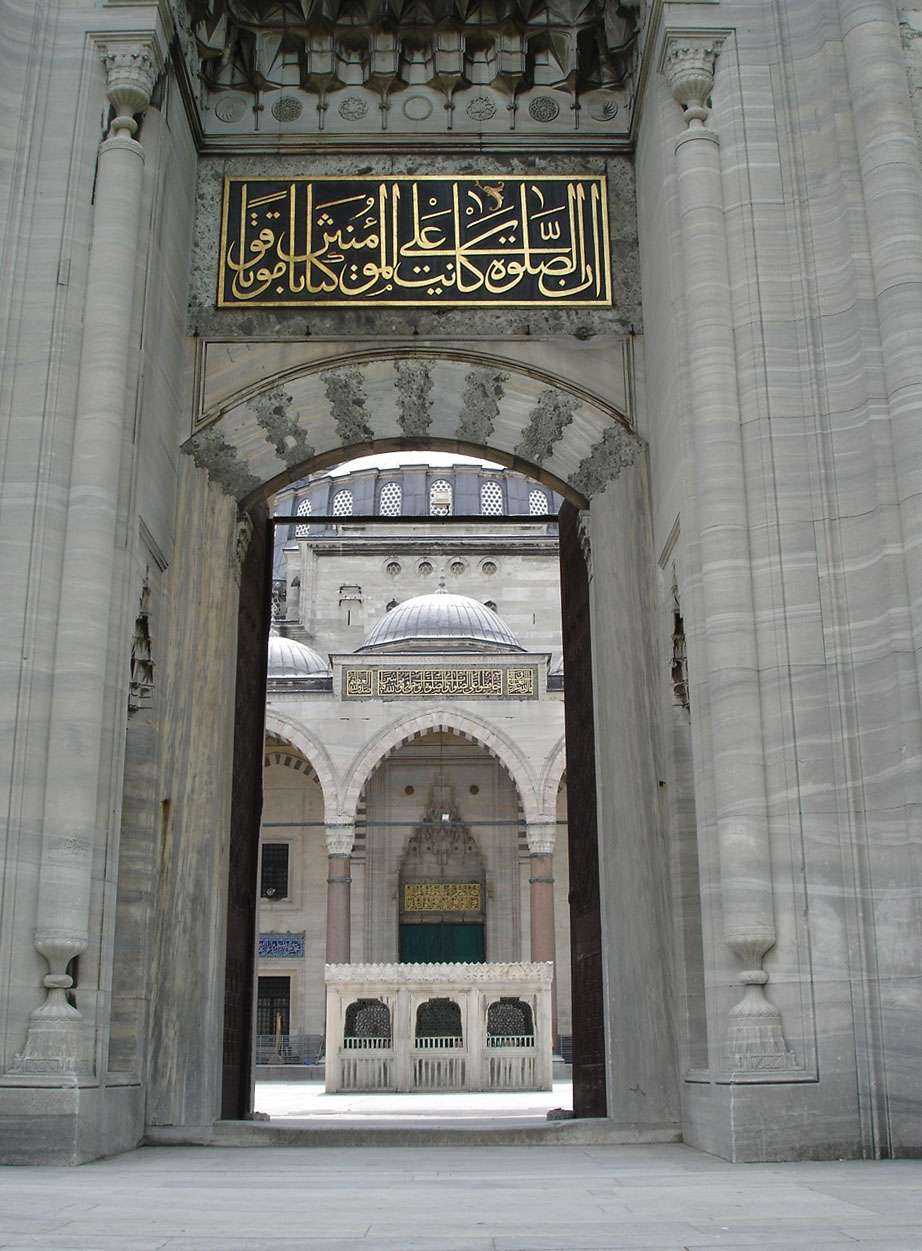
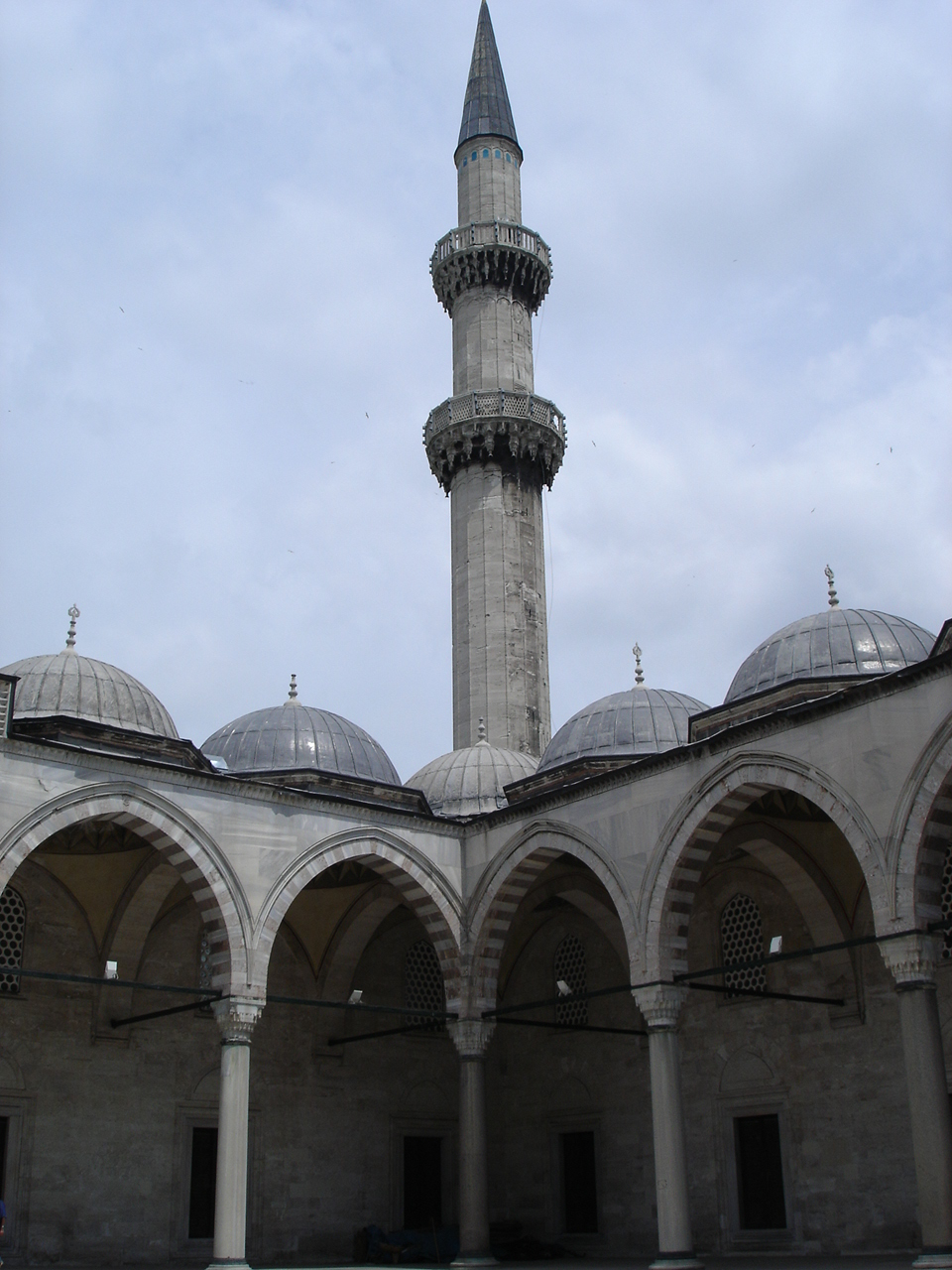
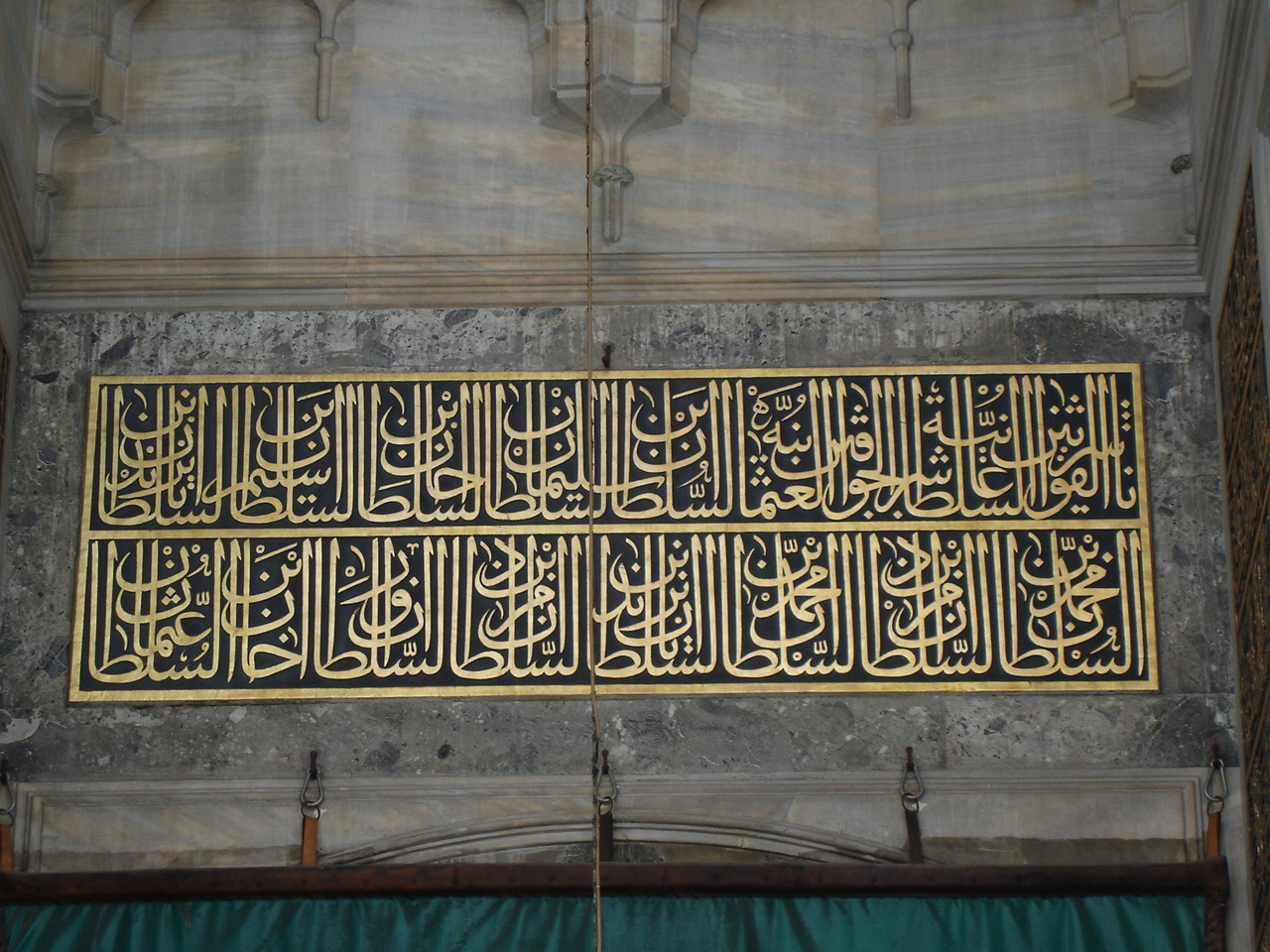
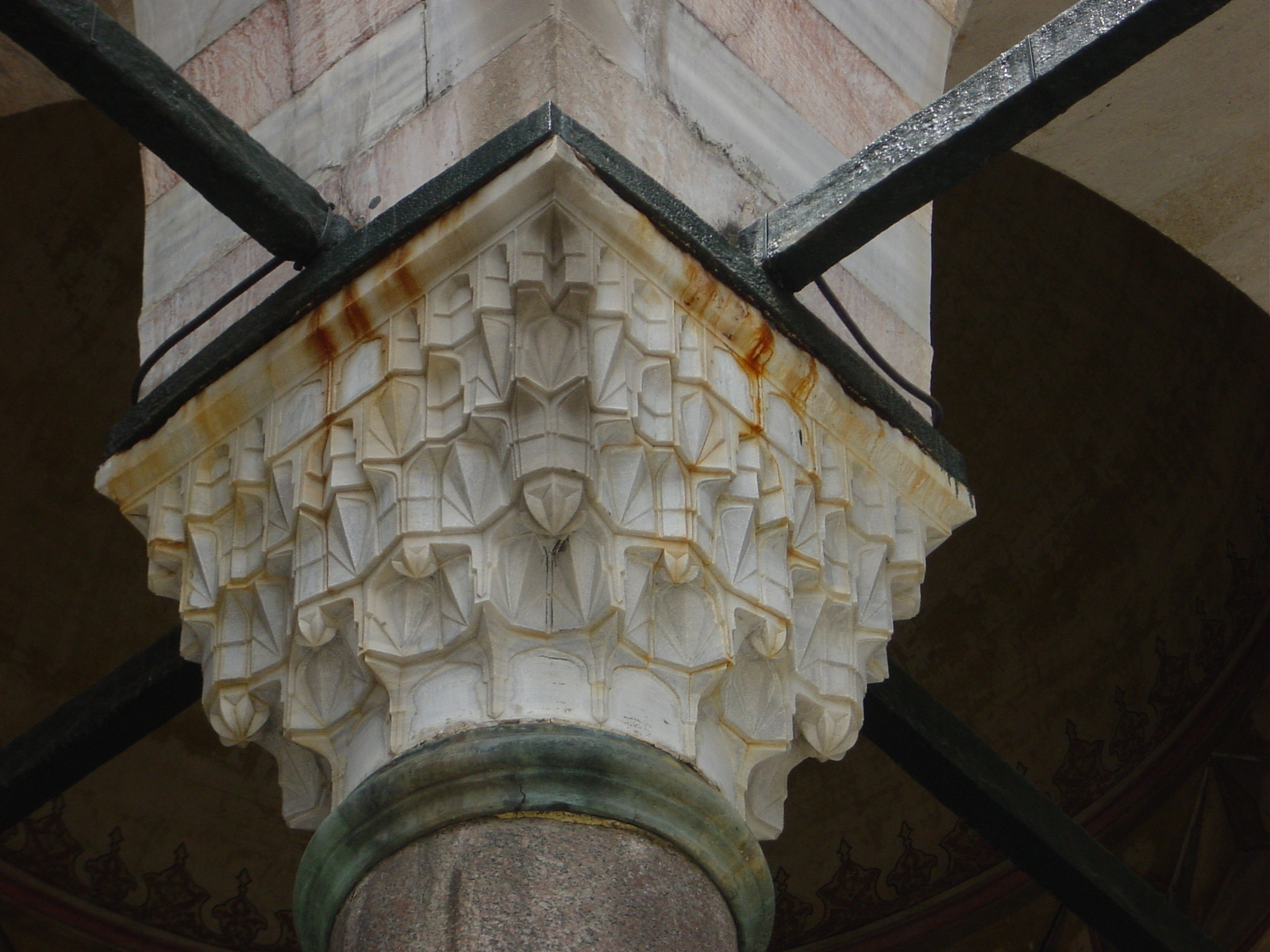
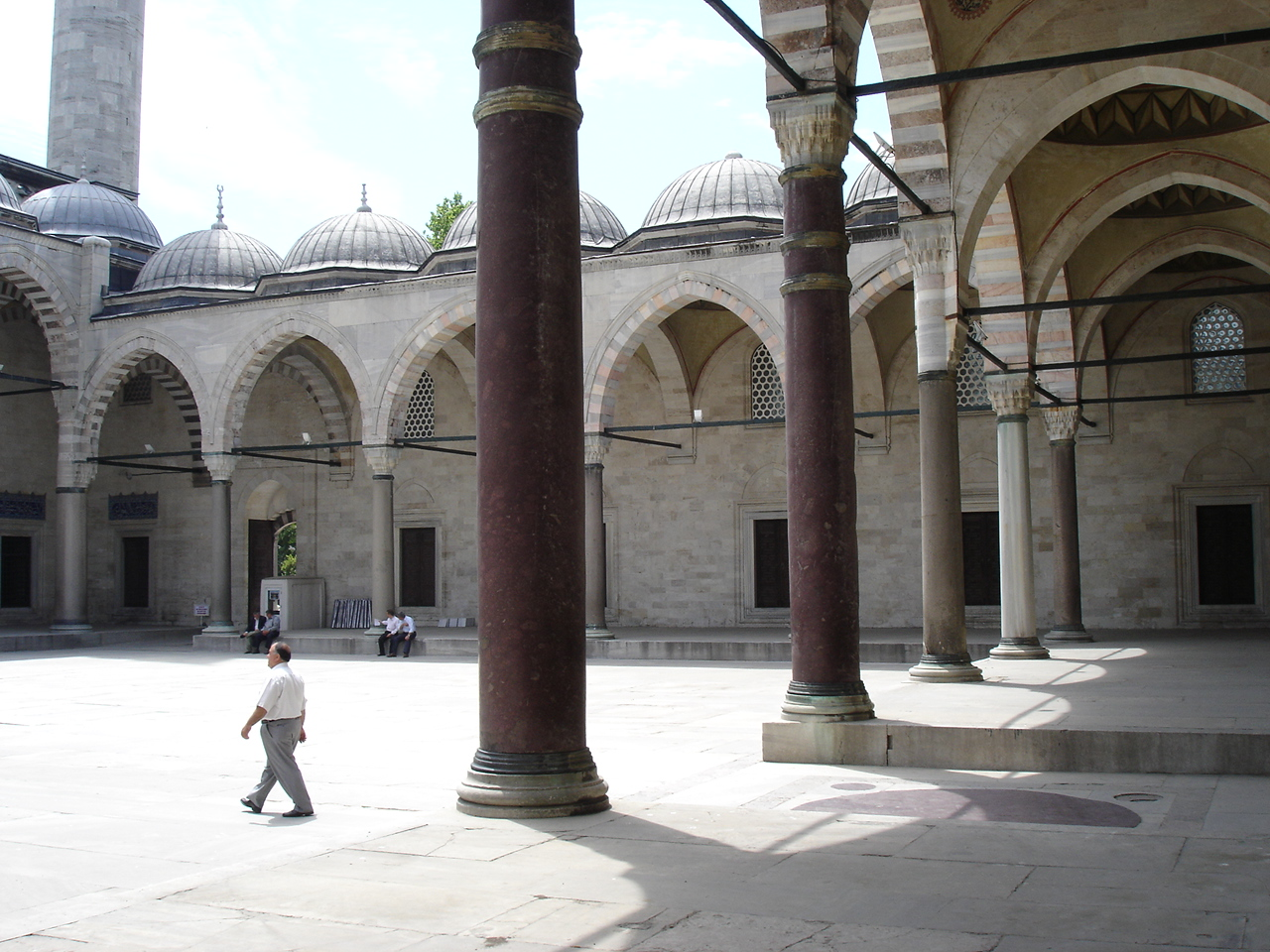
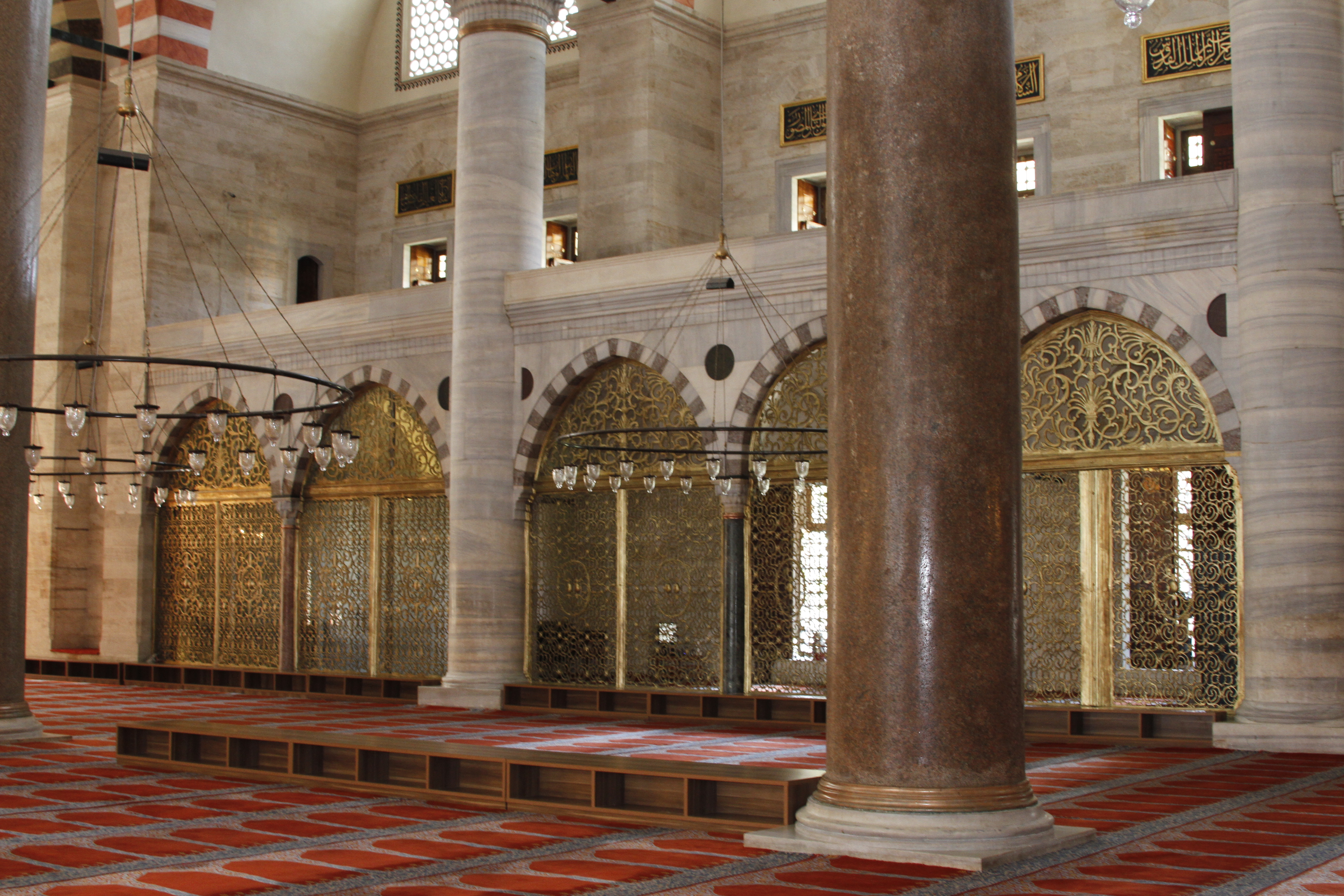
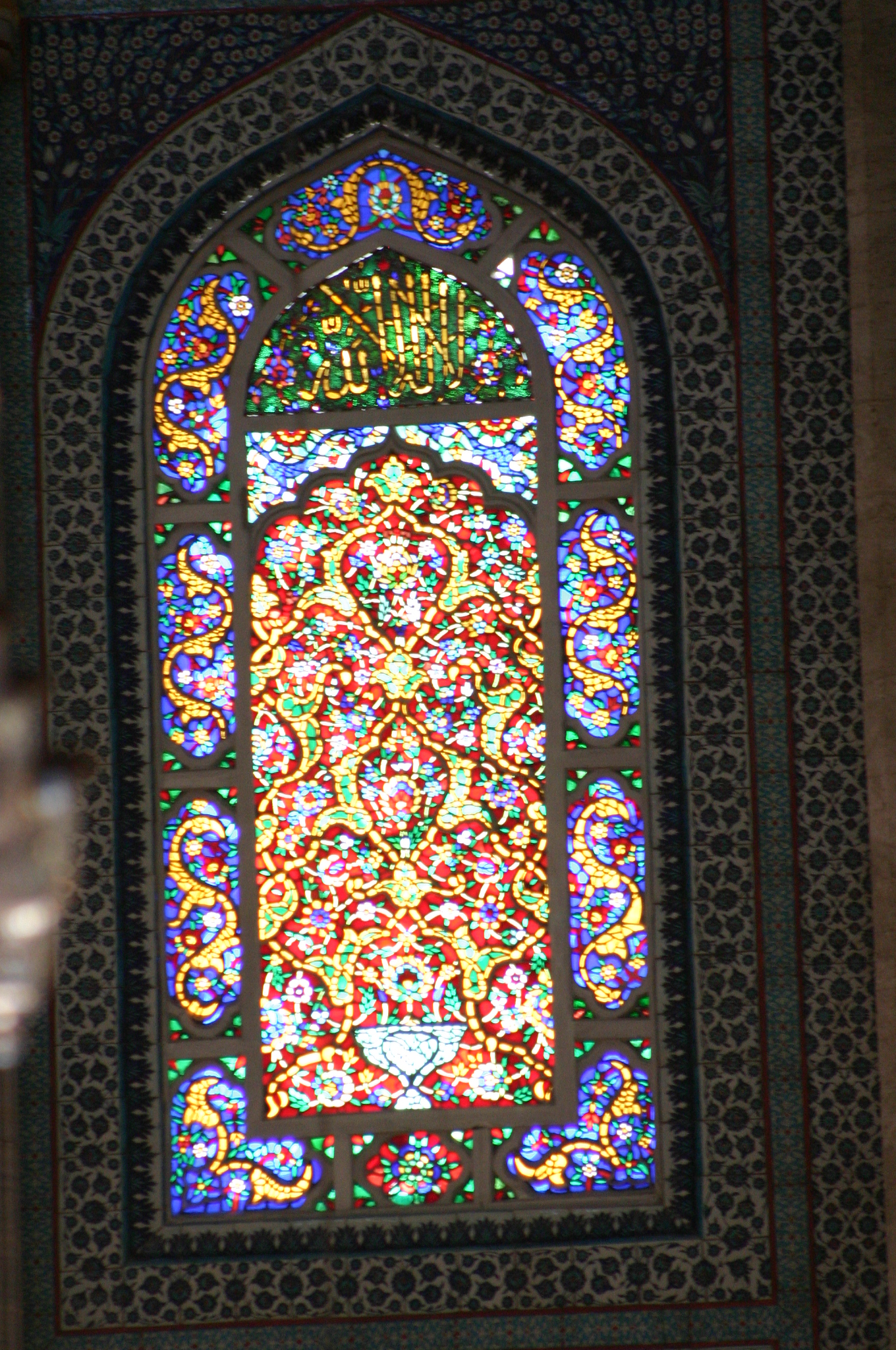
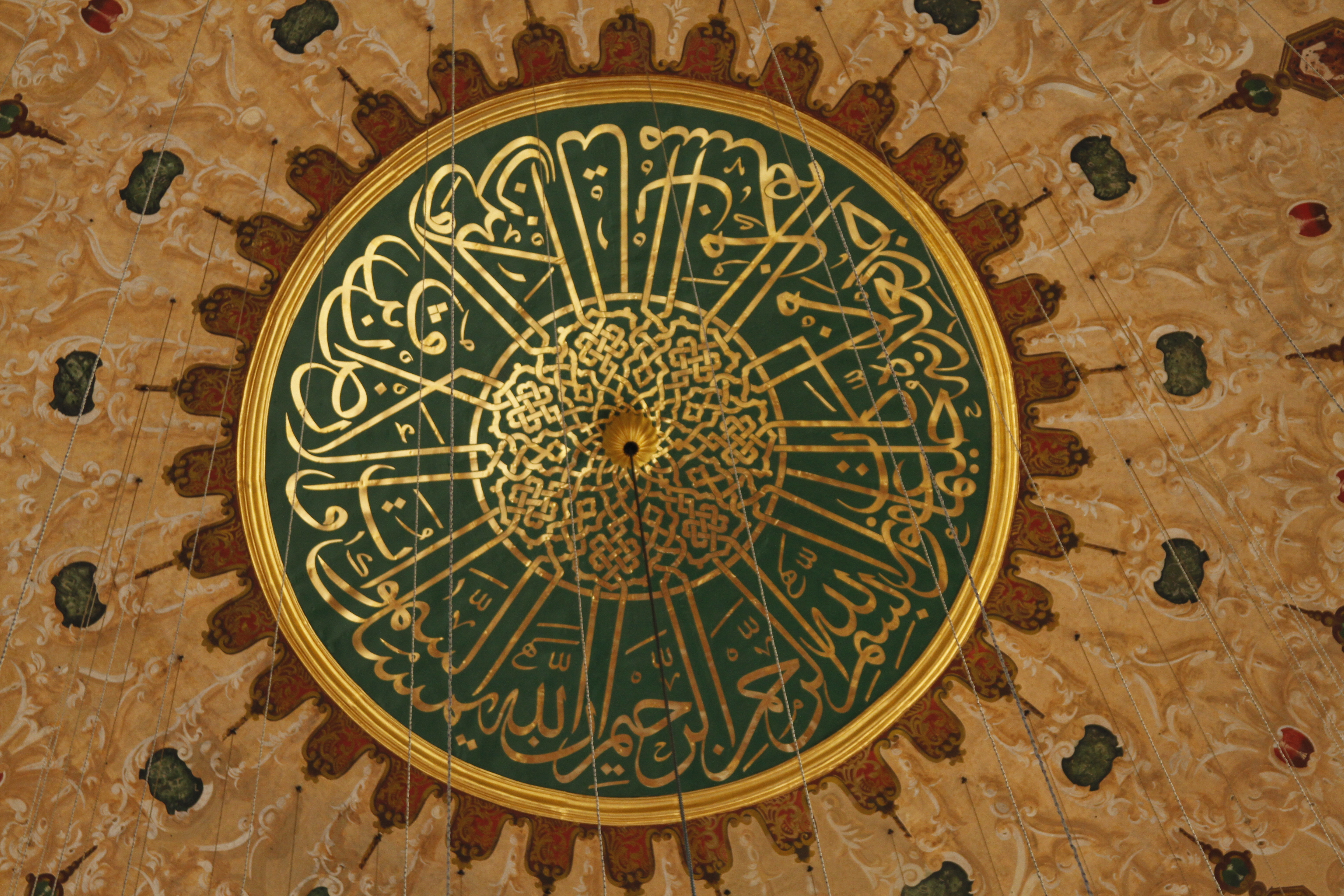
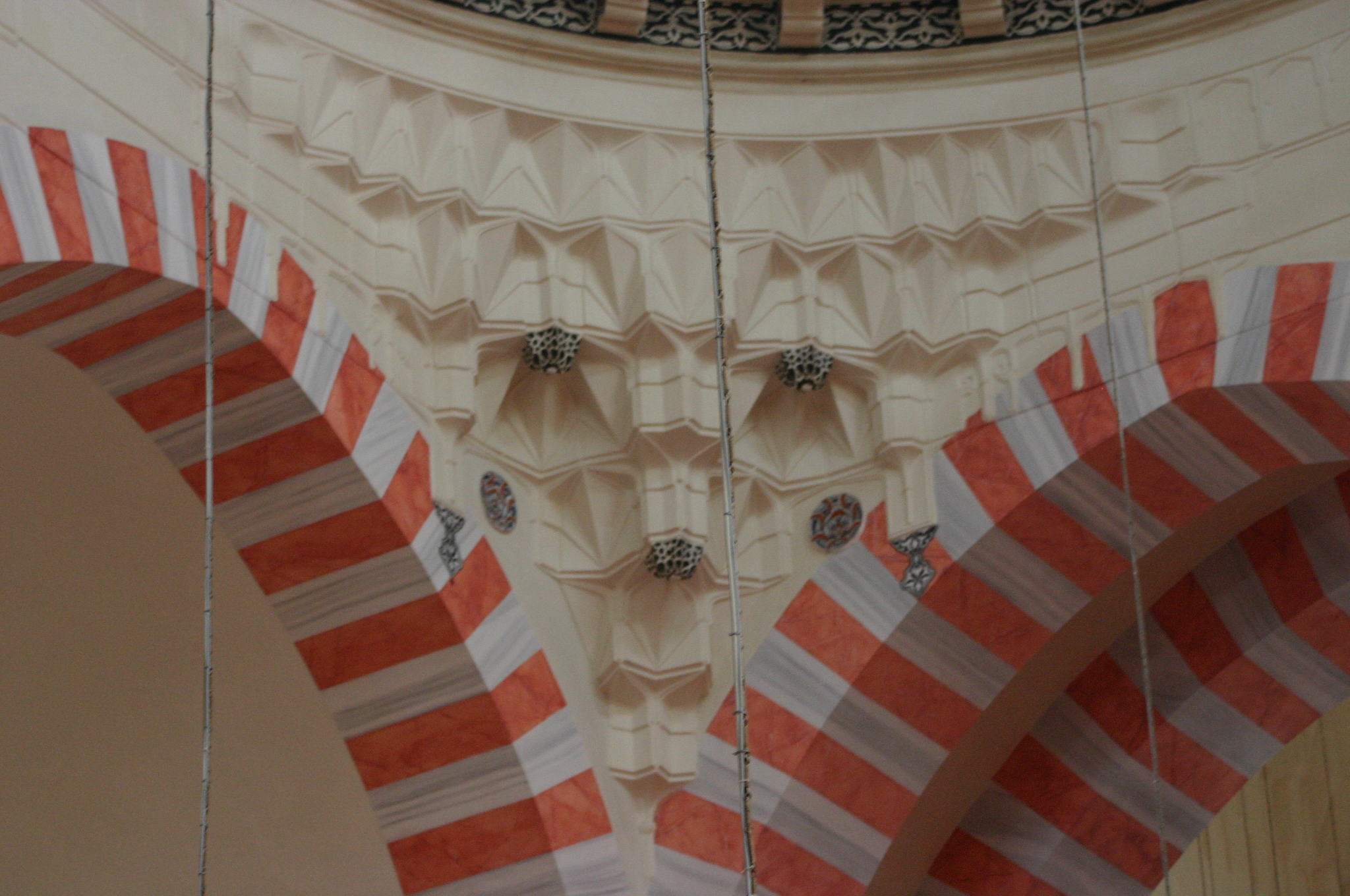
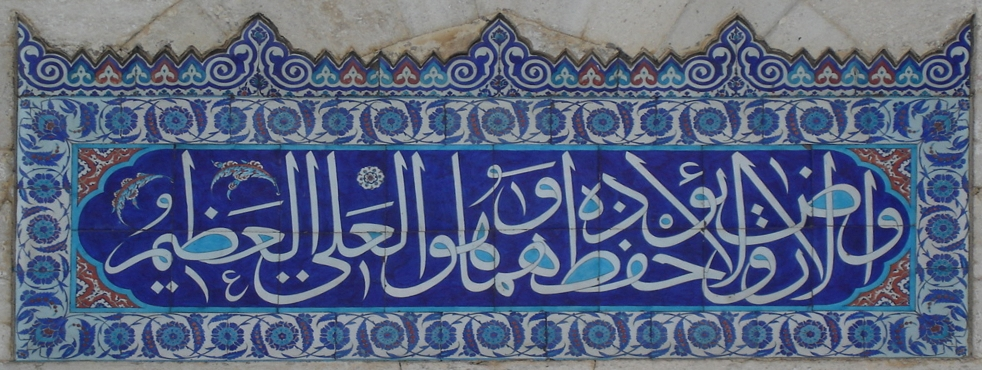
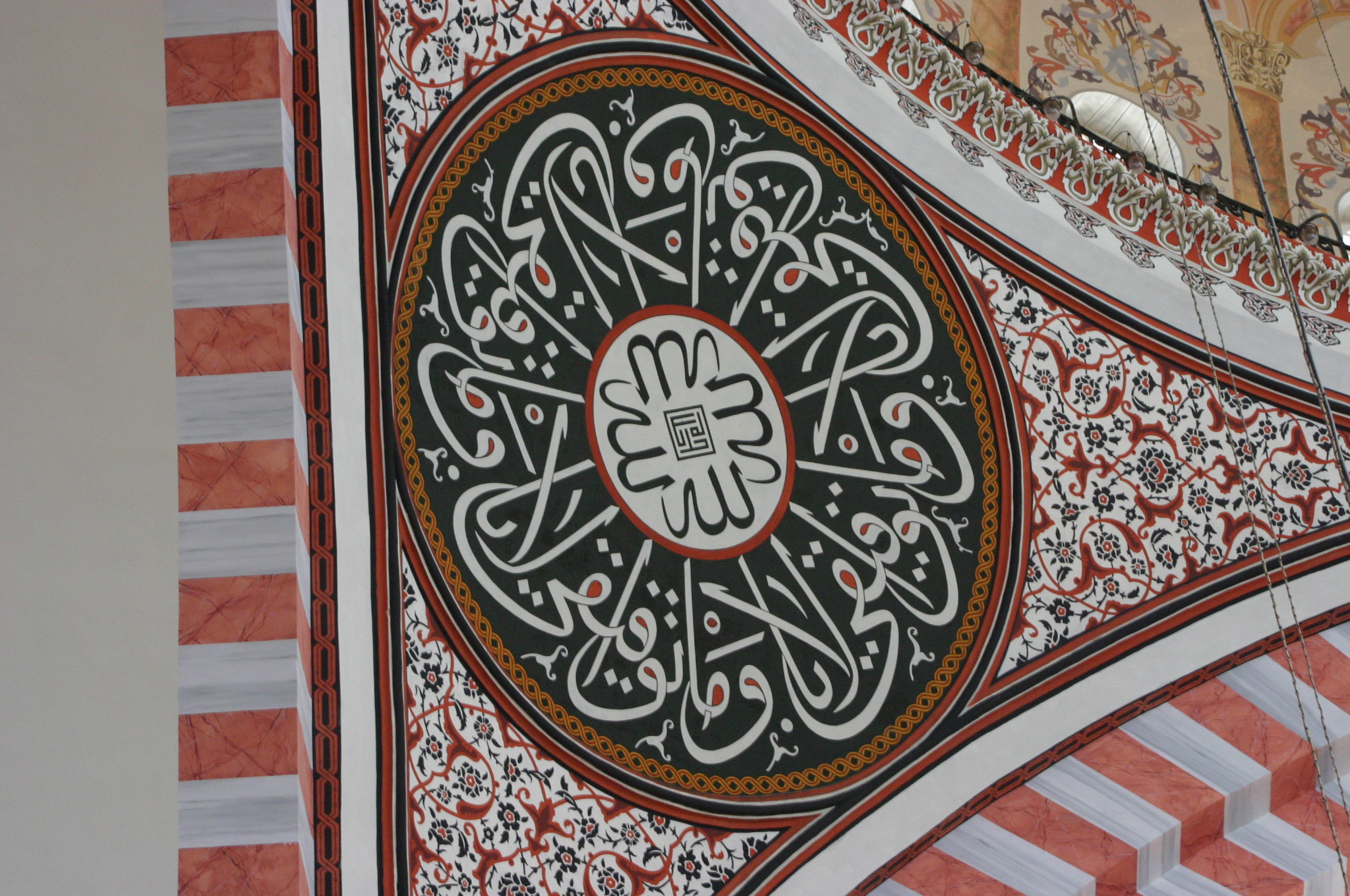
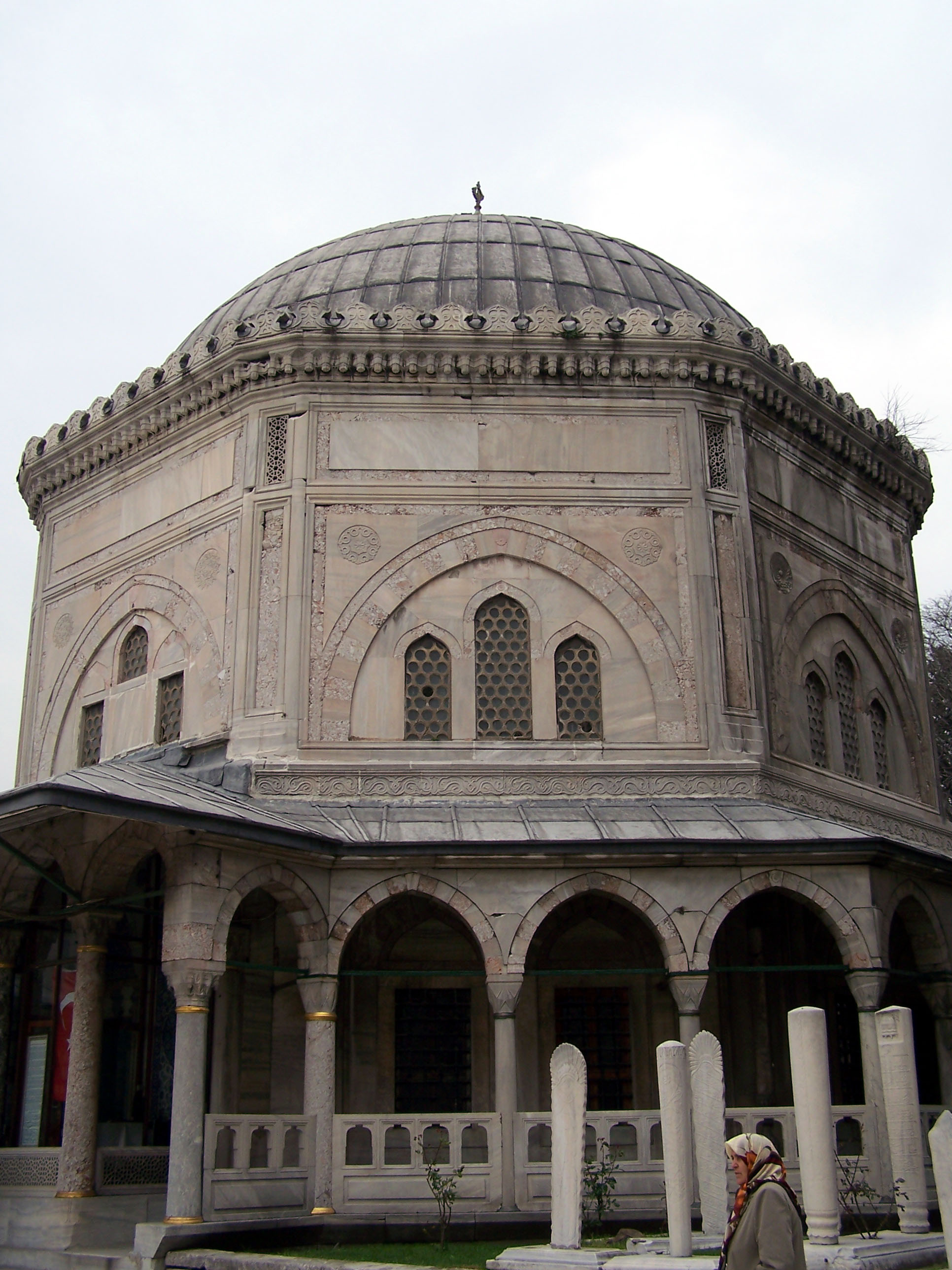
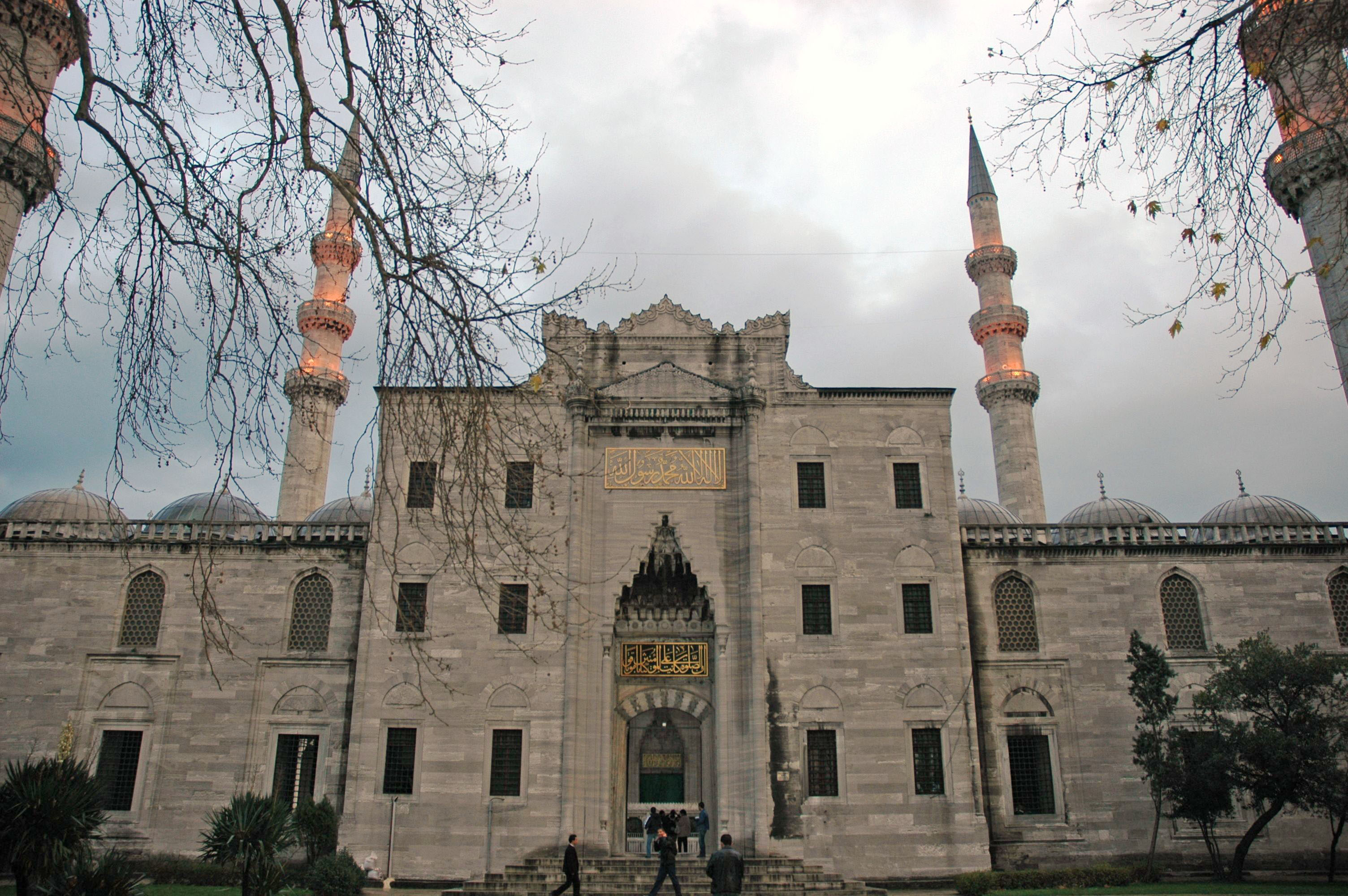
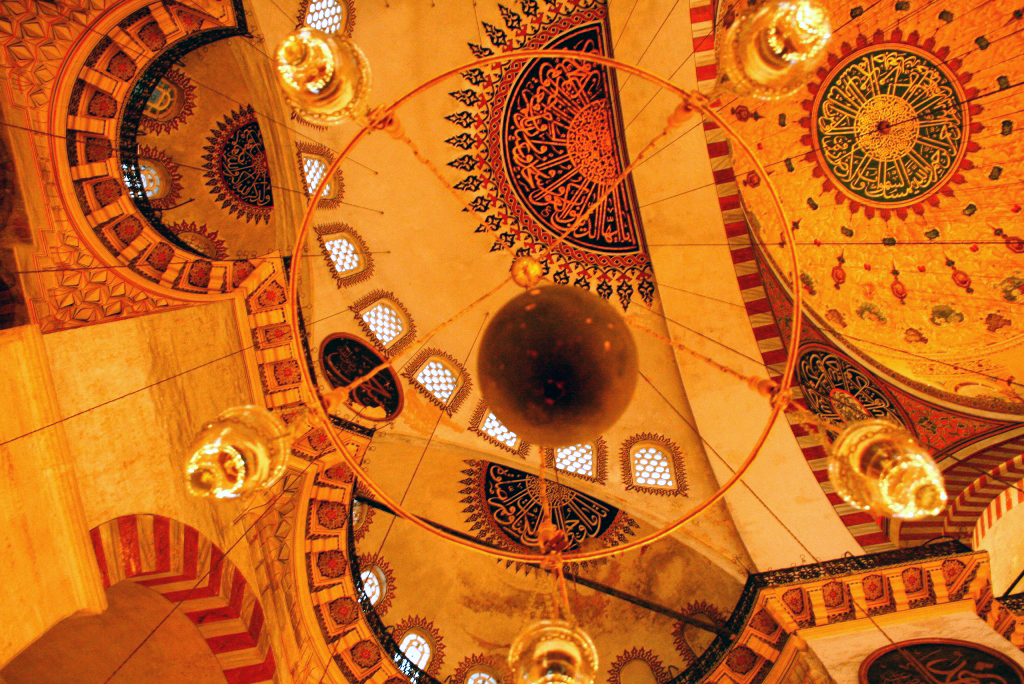
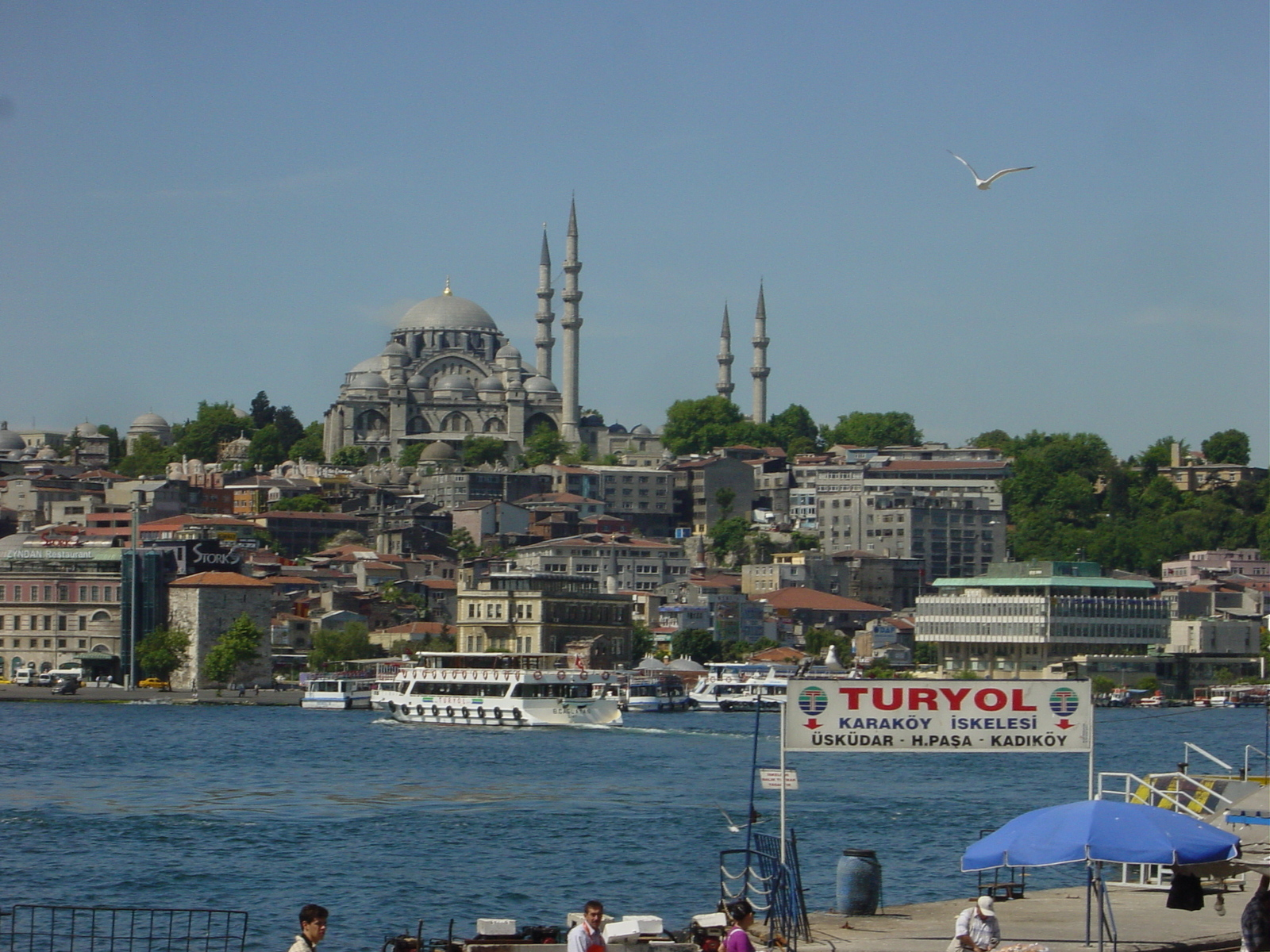
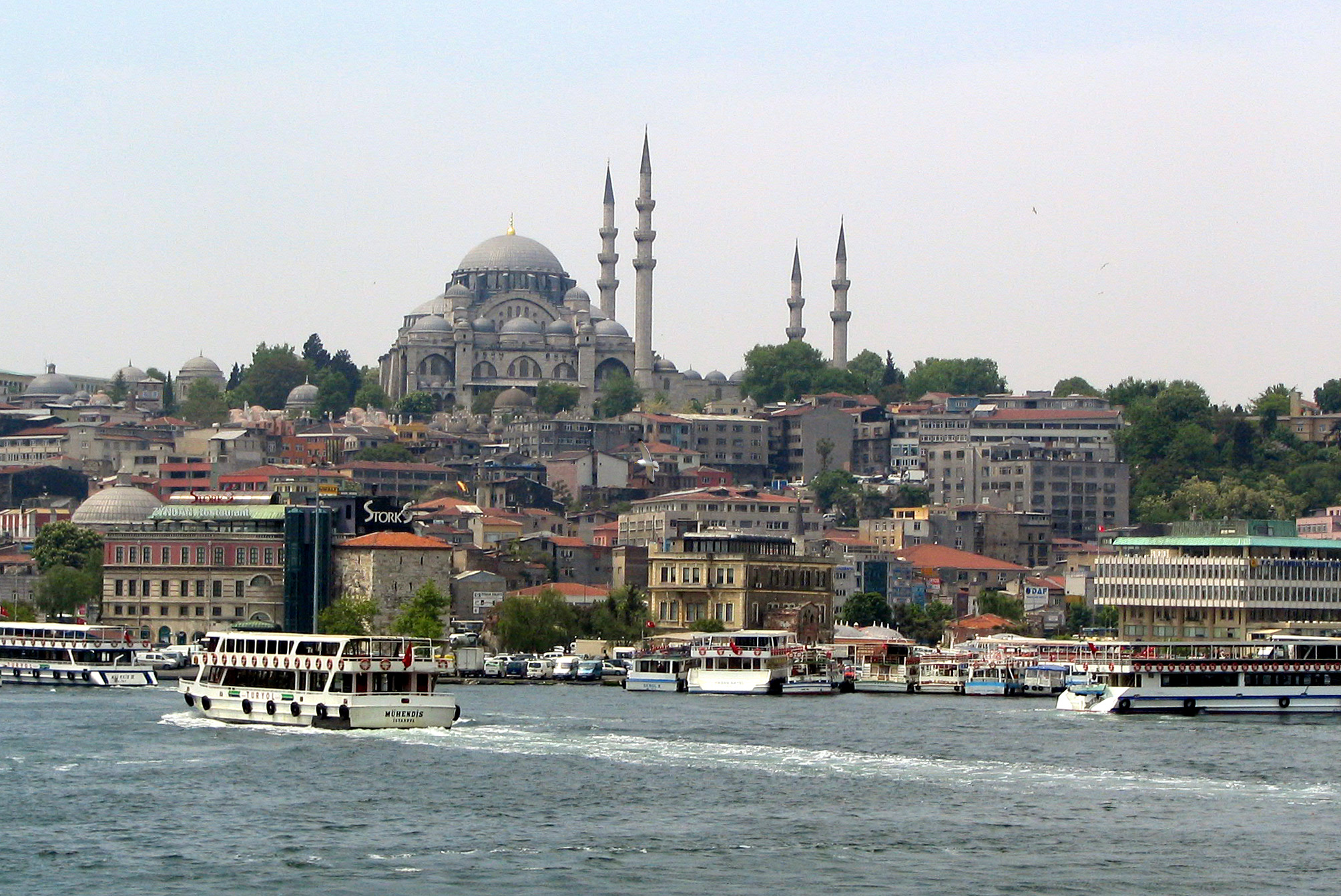
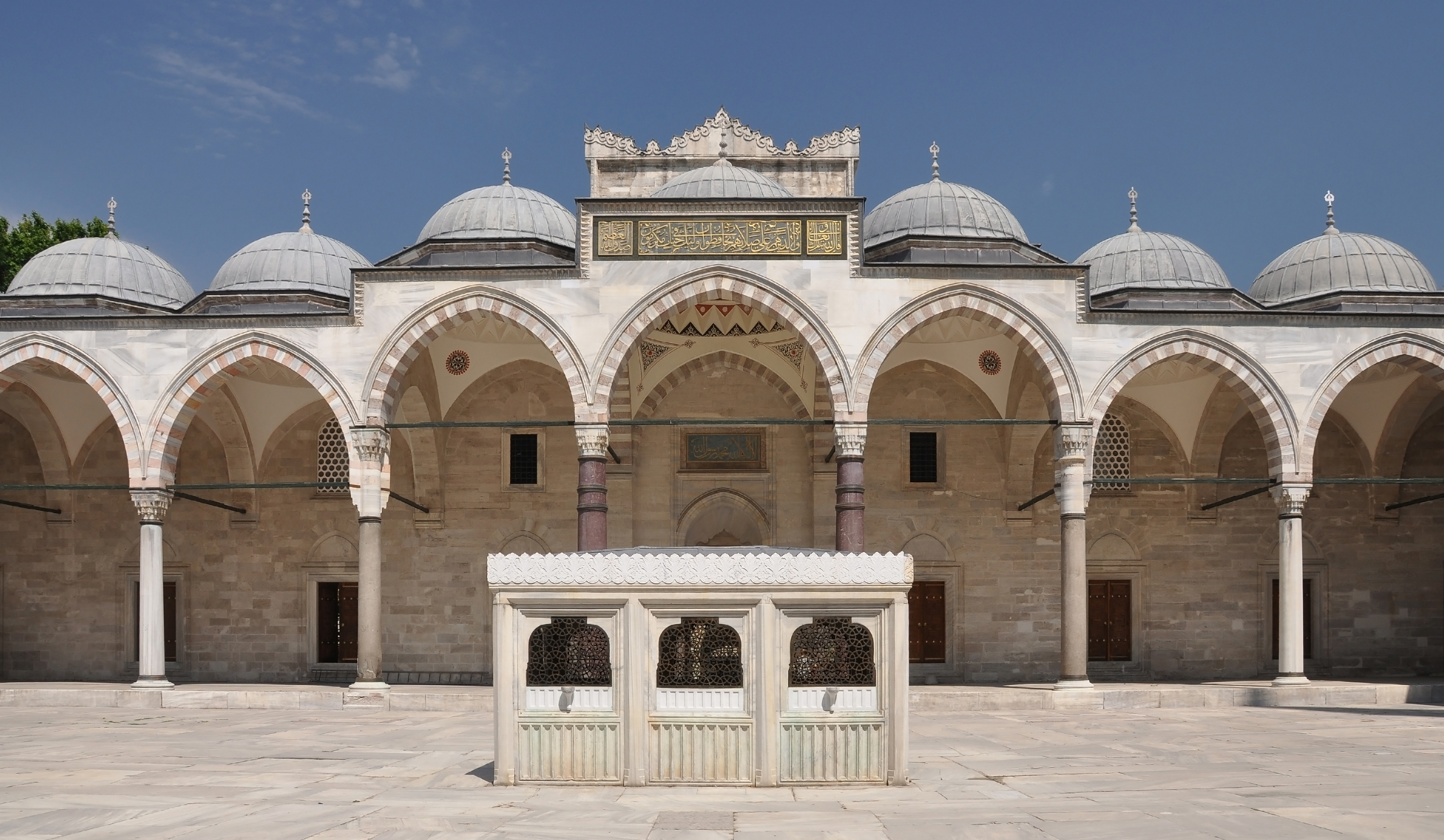
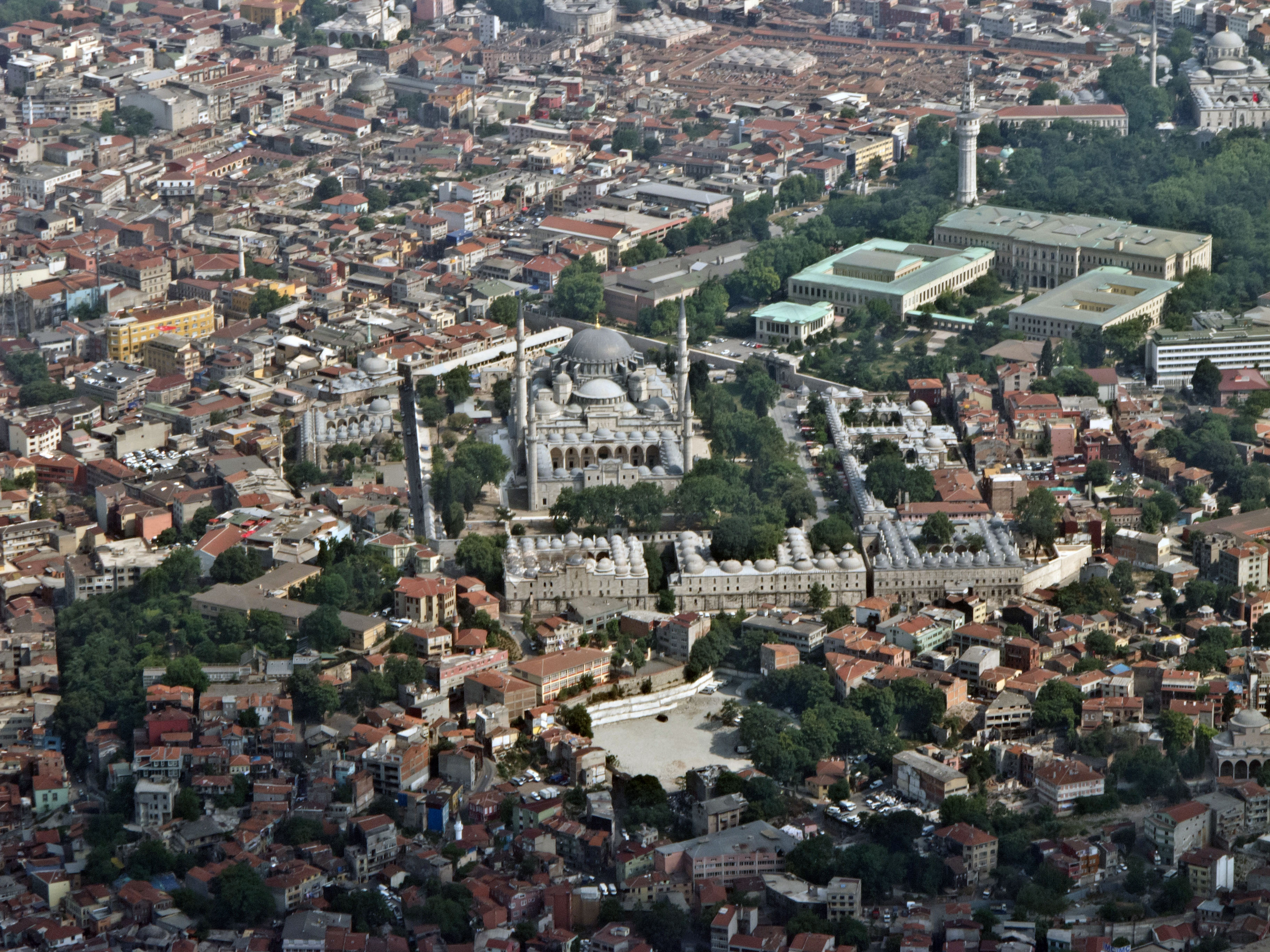
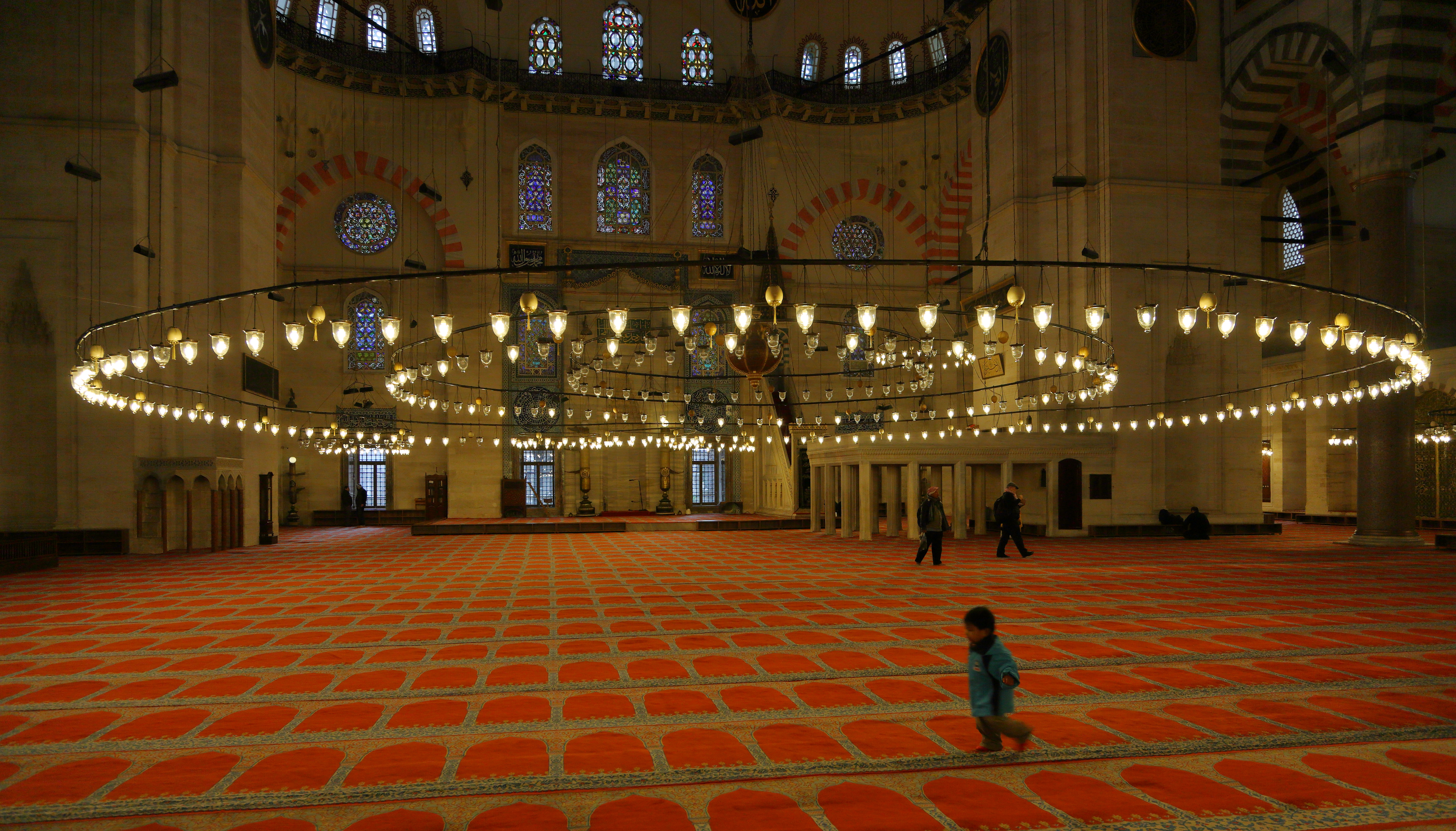
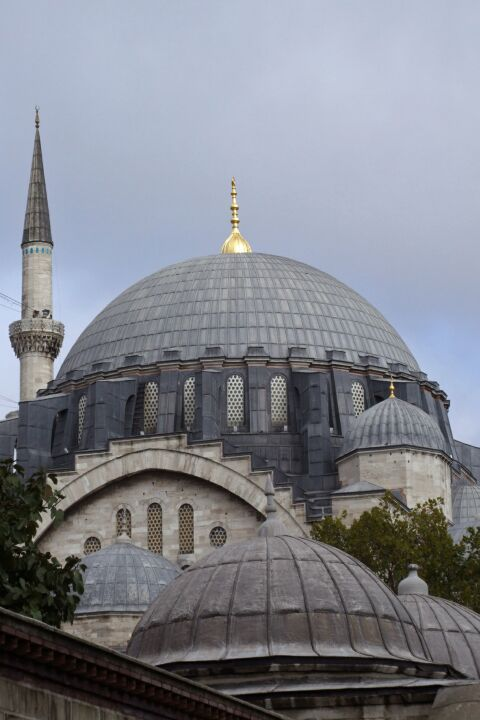
Мечеть Сулеймание